# Antichan-de-Frontignes
Ne doit pas être confondu avec Antichan.
Antichan-de-Frontignes (Antishan de Frontinhan en occitan) est une commune française située dans le sud-ouest du département de la Haute-Garonne, en région Occitanie. Sur le plan historique et culturel, la commune fait partie du pays de Comminges, correspondant à l’ancien comté de Comminges, circonscription de la province de Gascogne située sur les départements actuels du Gers, de la Haute-Garonne, des Hautes-Pyrénées et de l'Ariège.
Exposée à un climat de montagne, elle est drainée par divers petits cours d'eau. La commune possède un patrimoine naturel remarquable : un site Natura 2000 (les « zones rupestres xérothermiques du bassin de Marignac, Saint-Béat, pic du Gar, montagne de Rié ») et cinq zones naturelles d'intérêt écologique, faunistique et floristique.
Antichan-de-Frontignes est une commune rurale qui compte 171 habitants en 2022, après avoir connu une forte hausse de la population depuis 1975. Elle fait partie de l'aire d'attraction de Saint-Gaudens. Ses habitants sont appelés les Antichanais ou Antichanaises.

## Géographie

### Localisation
La commune d'Antichan-de-Frontignes se trouve dans le département de la Haute-Garonne, en région Occitanie.
Elle se situe à 94 km à vol d'oiseau de Toulouse, préfecture du département, à 16 km de Saint-Gaudens, sous-préfecture, et à 21 km de Bagnères-de-Luchon, bureau centralisateur du canton de Bagnères-de-Luchon dont dépend la commune depuis 2015 pour les élections départementales.
La commune fait en outre partie du bassin de vie de Montréjeau.
Les communes les plus proches sont :
Frontignan-de-Comminges (0,6 km), Ore (1,2 km), Lourde (1,3 km), Saint-Pé-d'Ardet (1,4 km), Mont-de-Galié (2,4 km), Fronsac (2,7 km), Génos (3,1 km), Galié (3,2 km).
Sur le plan historique et culturel, Antichan-de-Frontignes fait partie du pays de Comminges, correspondant à l’ancien comté de Comminges, circonscription de la province de Gascogne située sur les départements actuels du Gers, de la Haute-Garonne, des Hautes-Pyrénées et de l'Ariège.
Les communes limitrophes sont  Fronsac, Frontignan-de-Comminges, Lourde, Moncaup, Ore et Saint-Pé-d'Ardet.
| Lourde                  | Saint-Pé-d'Ardet       |                              |
| Ore                     | Antichan-de-Frontignes | Moncaup                      |
| Frontignan-de-Comminges |                        | Fronsac (par un quadripoint) |

Située au pied des Pyrénées, dans le Comminges à 19 km au sud de Saint-Gaudens.

### Hydrographie

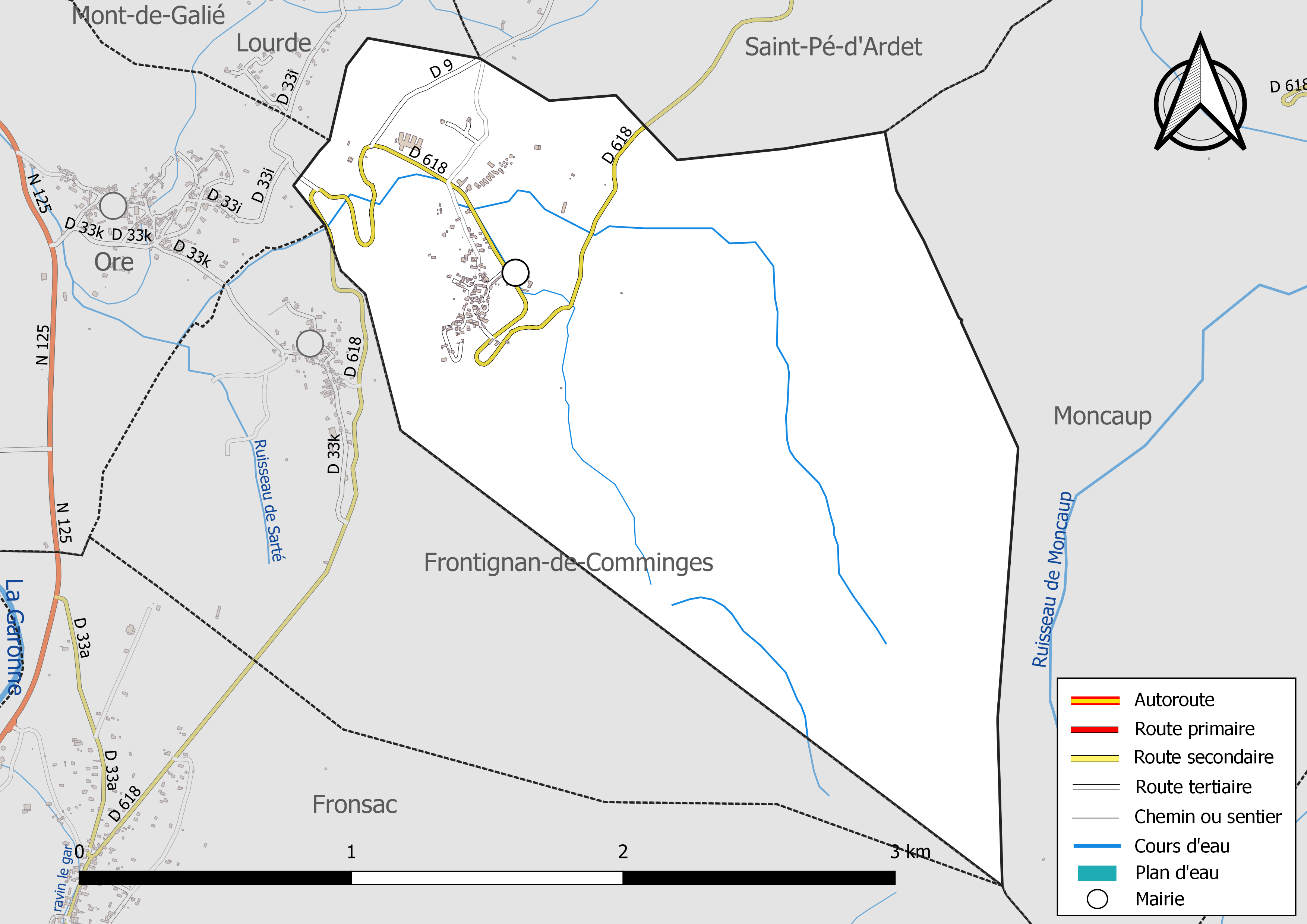
Réseaux hydrographique et routier d'Antichan-de-Frontignes.

La commune est dans le bassin versant de la Garonne, au sein du bassin hydrographique Adour-Garonne. Elle est drainée par des petits cours d'eau, constituant un réseau hydrographique de 6 km de longueur totale,.

### Climat
Pour des articles plus généraux, voir Climat de l'Occitanie et Climat de la Haute-Garonne.
En 2010, le climat de la commune est de type climat des marges montargnardes, selon une étude s'appuyant sur une série de données couvrant la période 1971-2000. En 2020, Météo-France publie une typologie des climats de la France métropolitaine dans laquelle la commune est exposée à un climat de montagne ou de marges de montagne et est dans la région climatique Pyrénées centrales, caractérisée par une pluviométrie annuelle de 1 000 à 1 200 mm.
Pour la période 1971-2000, la température annuelle moyenne est de 11,1 °C, avec une amplitude thermique annuelle de 15,4 °C. Le cumul annuel moyen de précipitations est de 1 179 mm, avec 9,2 jours de précipitations en janvier et 7,7 jours en juillet. Pour la période 1991-2020, la température moyenne annuelle observée sur la station météorologique la plus proche, située sur la commune de Clarac à 14 km à vol d'oiseau, est de 12,5 °C et le cumul annuel moyen de précipitations est de 804,9 mm,. Pour l'avenir, les paramètres climatiques de la commune estimés pour 2050 selon différents scénarios d’émission de gaz à effet de serre sont consultables sur un site dédié publié par Météo-France en novembre 2022.

### Milieux naturels et biodiversité

#### Réseau Natura 2000

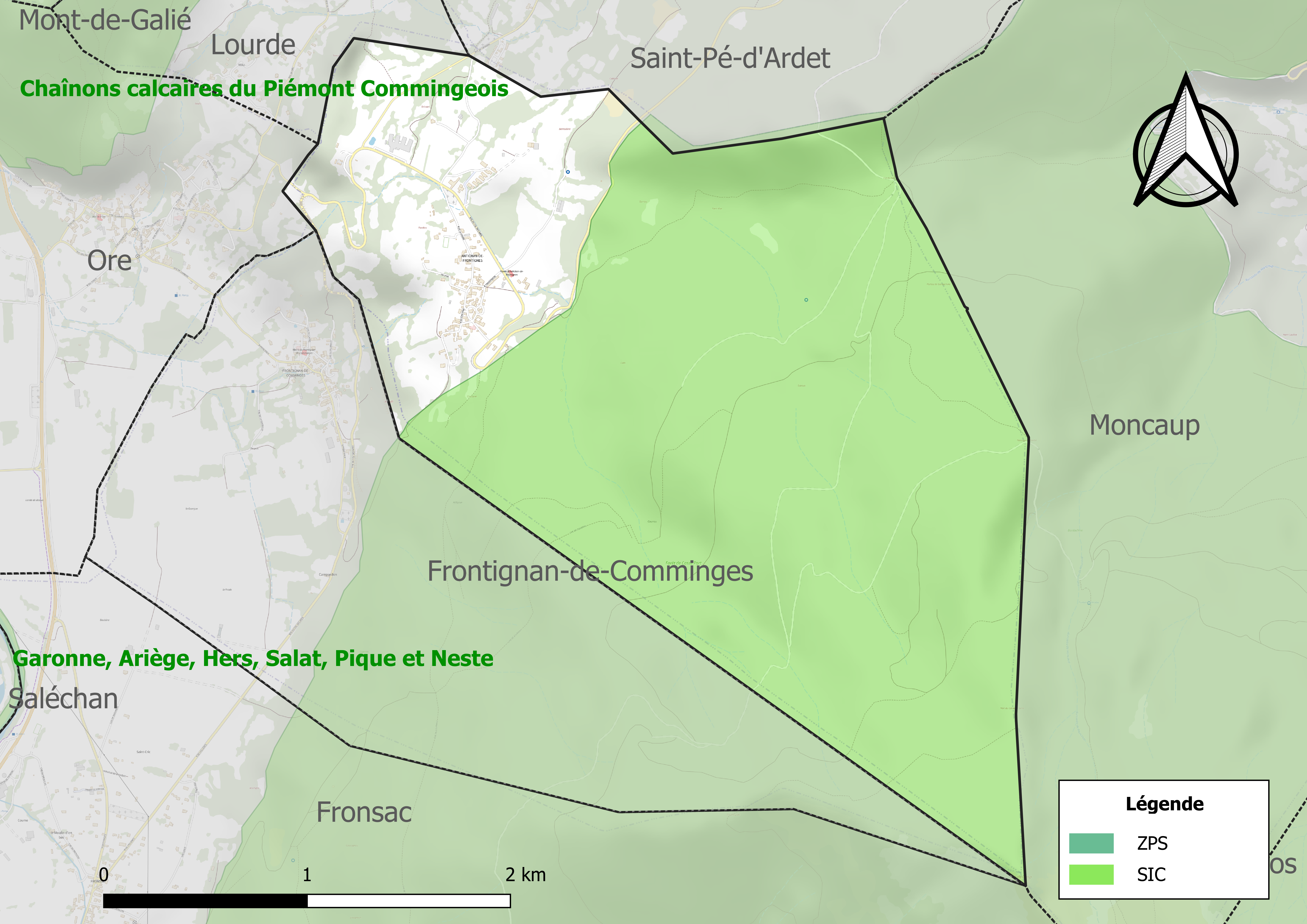
Site Natura 2000 sur le territoire communal.

Le réseau Natura 2000 est un réseau écologique européen de sites naturels d'intérêt écologique élaboré à partir des directives habitats et oiseaux, constitué de zones spéciales de conservation (ZSC) et de zones de protection spéciale (ZPS).
Un site Natura 2000 a été défini sur la commune au titre de la directive habitats : les « Zones rupestres xérothermiques du bassin de Marignac, Saint-Béat, pic du Gar, montagne de Rié », d'une superficie de 7 680 ha, sont un espace présentant une grande richesse floristique et faunistique du fait de la diversité et de la complémentarité des habitats présents (pelouses, landes, forêts, parois rocheuses, ravins, torrents encaissés). Des ours sont présents à la suite de leur réintroduction.

#### Zones naturelles d'intérêt écologique, faunistique et floristique

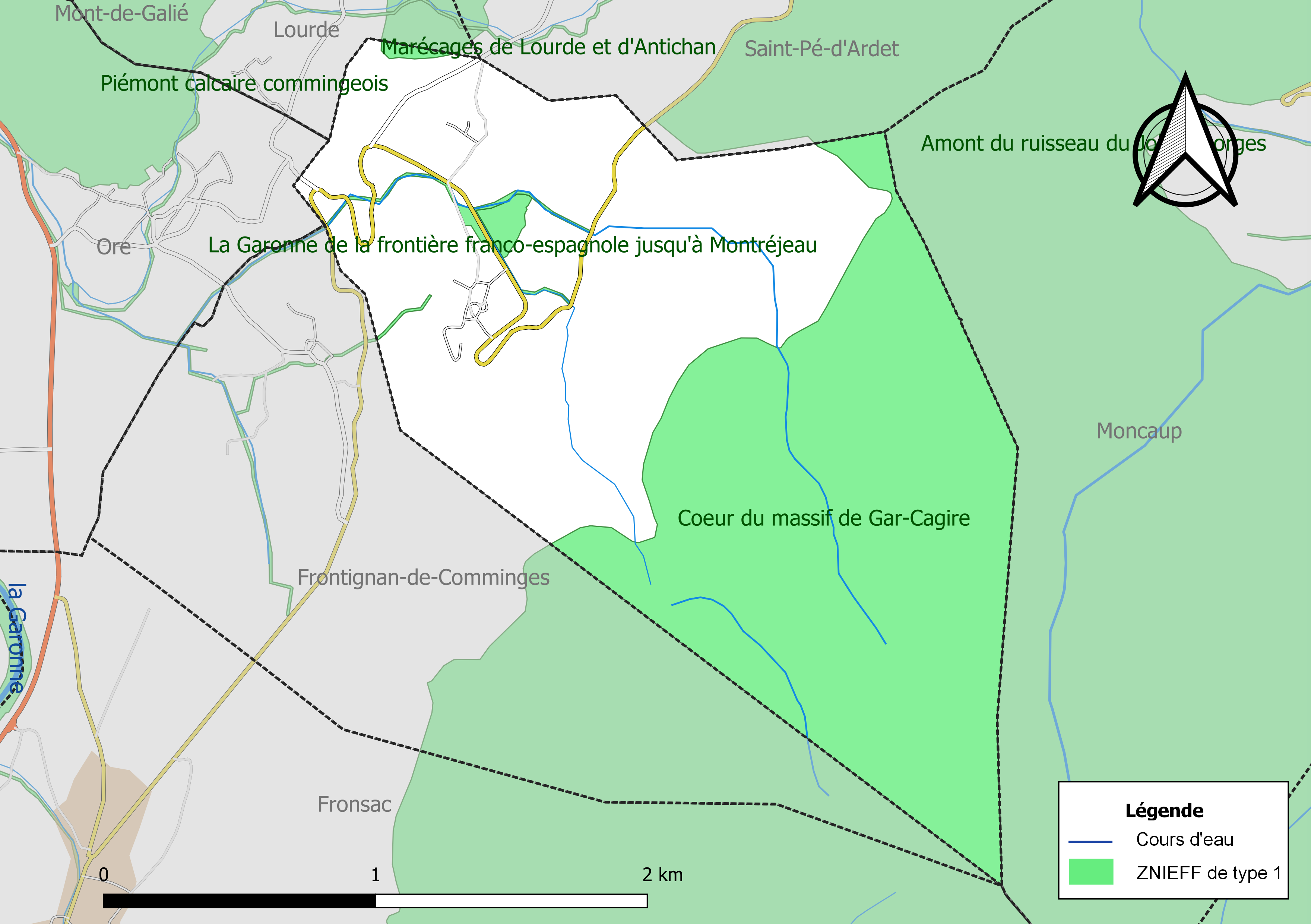
Carte des ZNIEFF de type 1 localisées sur la commune.

L’inventaire des zones naturelles d'intérêt écologique, faunistique et floristique (ZNIEFF) a pour objectif de réaliser une couverture des zones les plus intéressantes sur le plan écologique, essentiellement dans la perspective d’améliorer la connaissance du patrimoine naturel national et de fournir aux différents décideurs un outil d’aide à la prise en compte de l’environnement dans l’aménagement du territoire.
Trois ZNIEFF de type 1 sont recensées sur la commune :
- le « cœur du massif de Gar-Cagire » (6 194 ha), couvrant 15 communes du département[19] ;
- « la Garonne de la frontière franco-espagnole jusqu'à Montréjeau » (469 ha), couvrant 38 communes dont 28 dans la Haute-Garonne et dix dans les Hautes-Pyrénées[20],
- les « marécages de Lourde et d'Antichan » (12 ha), couvrant 3 communes du département[21] ;

et deux ZNIEFF de type 2, :
- l'« ensemble du massif de Gar-Cagire et bassin de Juzet-d'Izaut » (9 679 ha), couvrant 18 communes du département[22] ;
- les « Garonne amont, Pique et Neste » (1 788 ha), couvrant 112 communes dont 42 dans la Haute-Garonne et 70 dans les Hautes-Pyrénées[23].

## Urbanisme

### Typologie
Au 1er janvier 2024, Antichan-de-Frontignes est catégorisée commune rurale à habitat dispersé, selon la nouvelle grille communale de densité à sept niveaux définie par l'Insee en 2022.
Elle est située hors unité urbaine. Par ailleurs la commune fait partie de l'aire d'attraction de Saint-Gaudens, dont elle est une commune de la couronne,. Cette aire, qui regroupe 85 communes, est catégorisée dans les aires de moins de 50 000 habitants,.

### Occupation des sols
L'occupation des sols de la commune, telle qu'elle ressort de la base de données européenne d’occupation biophysique des sols Corine Land Cover (CLC), est marquée par l'importance des forêts et milieux semi-naturels (82,8 % en 2018), une proportion identique à celle de 1990 (82,8 %). La répartition détaillée en 2018 est la suivante :
forêts (82,8 %), zones agricoles hétérogènes (17,2 %). L'évolution de l’occupation des sols de la commune et de ses infrastructures peut être observée sur les différentes représentations cartographiques du territoire : la carte de Cassini (XVIIIe siècle), la carte d'état-major (1820-1866) et les cartes ou photos aériennes de l'IGN pour la période actuelle (1950 à aujourd'hui).

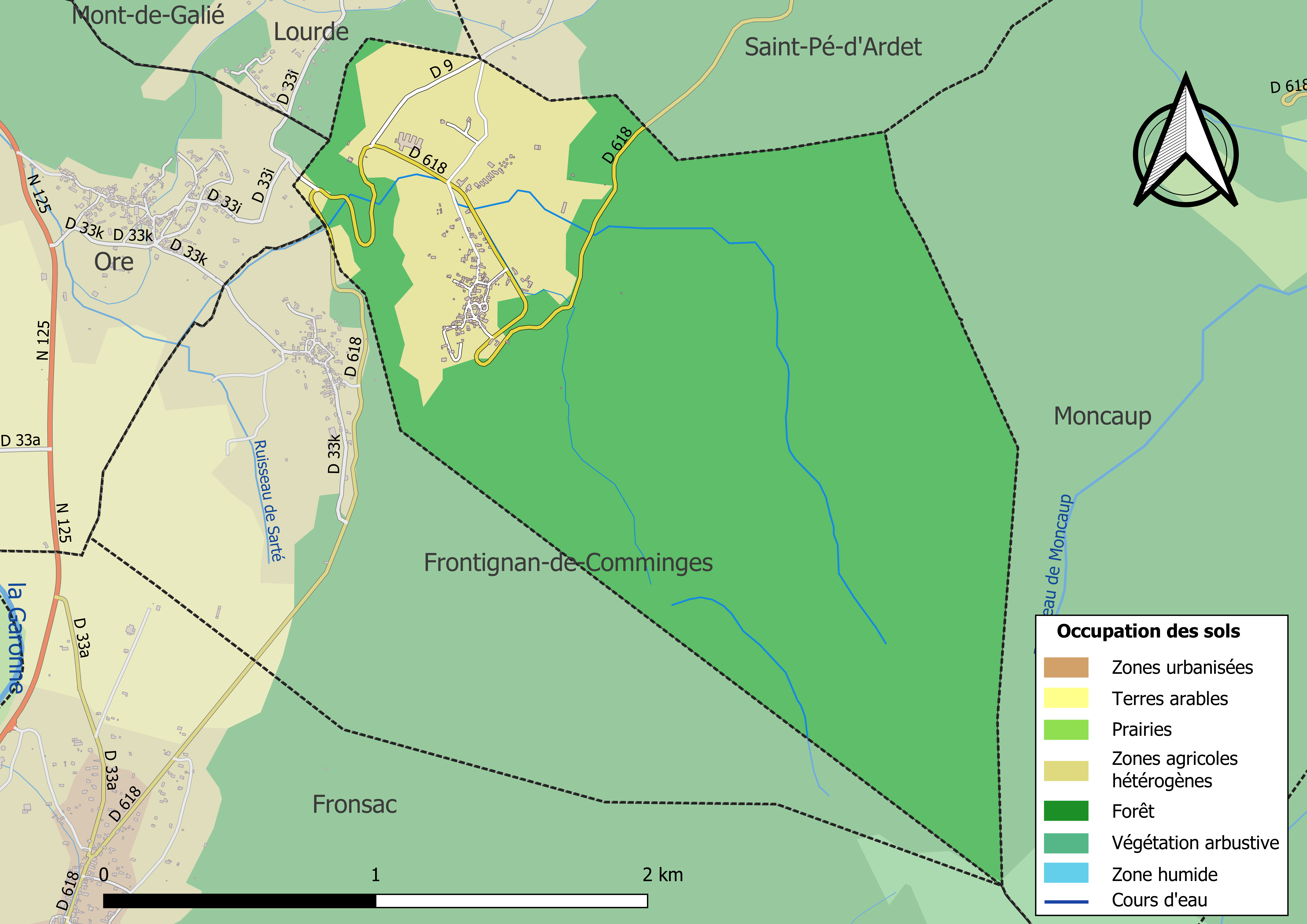
Carte des infrastructures et de l'occupation des sols de la commune en 2018 (CLC).

### Risques majeurs
Le territoire de la commune d'Antichan-de-Frontignes est vulnérable à différents aléas naturels : météorologiques (tempête, orage, neige, grand froid, canicule ou sécheresse), feux de forêts et séisme (sismicité moyenne). Un site publié par le BRGM permet d'évaluer simplement et rapidement les risques d'un bien localisé soit par son adresse soit par le numéro de sa parcelle.
Un plan départemental de protection des forêts contre les incendies a été approuvé par arrêté préfectoral du 25 septembre 2006. Antichan-de-Frontignes est exposée au risque de feu de forêt du fait de la présence sur son territoire du massif des Pyrénées. Il est ainsi défendu aux propriétaires de la commune et à leurs ayants droit de porter ou d’allumer du feu dans l'intérieur et à une distance de 200 mètres des bois, forêts, plantations, reboisements ainsi que des landes. L’écobuage est également interdit, ainsi que les feux de type méchouis et barbecues, à l’exception de ceux prévus dans des installations fixes (non situées sous couvert d'arbres) constituant une dépendance d'habitation,.

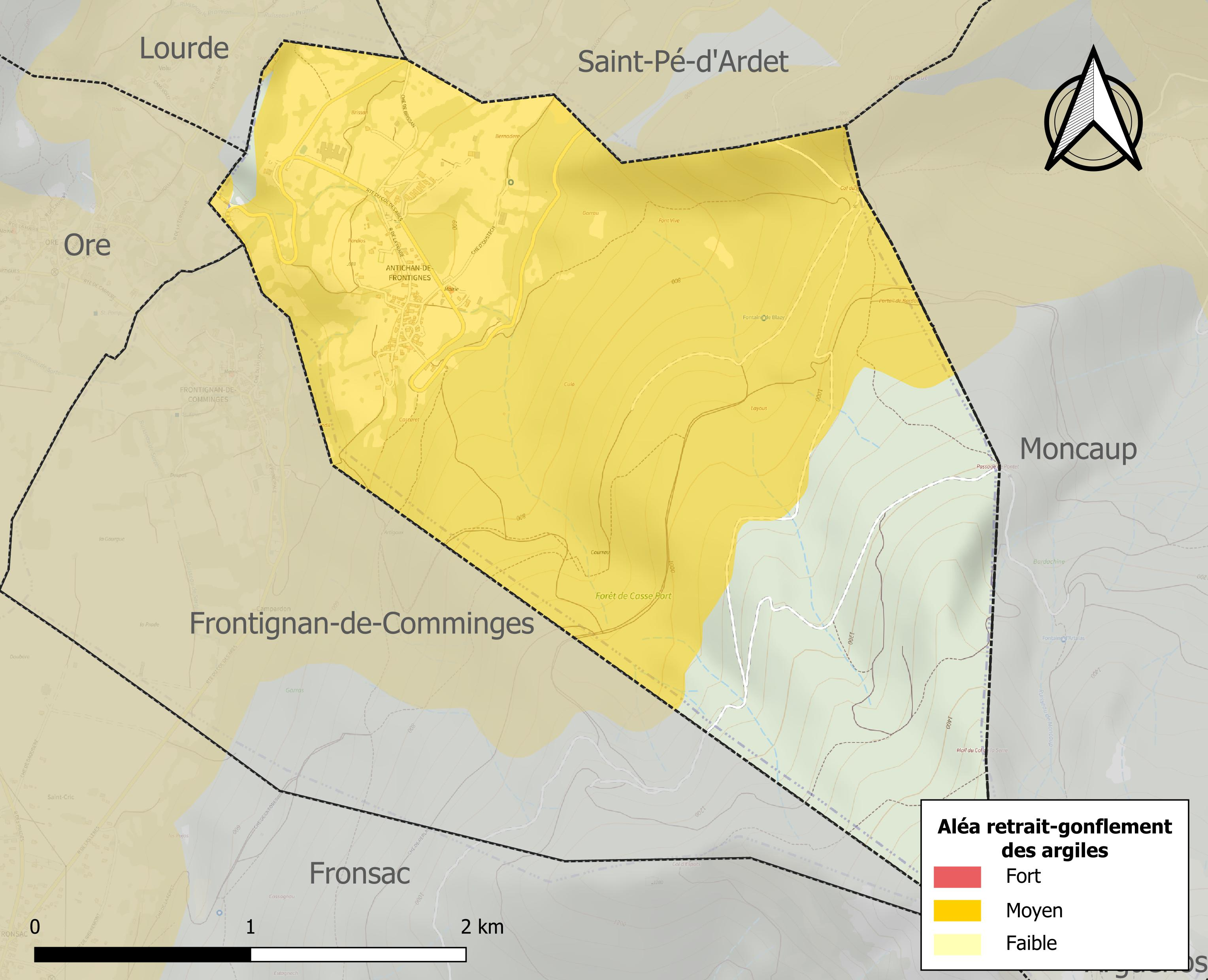
Carte des zones d'aléa retrait-gonflement des sols argileux d'Antichan-de-Frontignes.

Le retrait-gonflement des sols argileux est susceptible d'engendrer des dommages importants aux bâtiments en cas d’alternance de périodes de sécheresse et de pluie. 71,1 % de la superficie communale est en aléa moyen ou fort (88,8 % au niveau départemental et 48,5 % au niveau national). Sur les 79 bâtiments dénombrés sur la commune en 2019, 79 sont en aléa moyen ou fort, soit 100 %, à comparer aux 98 % au niveau départemental et 54 % au niveau national. Une cartographie de l'exposition du territoire national au retrait gonflement des sols argileux est disponible sur le site du BRGM,.
Par ailleurs, afin de mieux appréhender le risque d’affaissement de terrain, l'inventaire national des cavités souterraines permet de localiser celles situées sur la commune.
Concernant les mouvements de terrains, la commune a été reconnue en état de catastrophe naturelle au titre des dommages causés par la sécheresse en 1989 et par des mouvements de terrain en 1999.

## Politique et administration

### Liste des maires
| Période                                  | Période  | Identité       | Étiquette | Qualité  |
| ---------------------------------------- | -------- | -------------- | --------- | -------- |
| Les données manquantes sont à compléter. |          |                |           |          |
| mars 2001                                | En cours | Bernard Dumail |           | Dentiste |

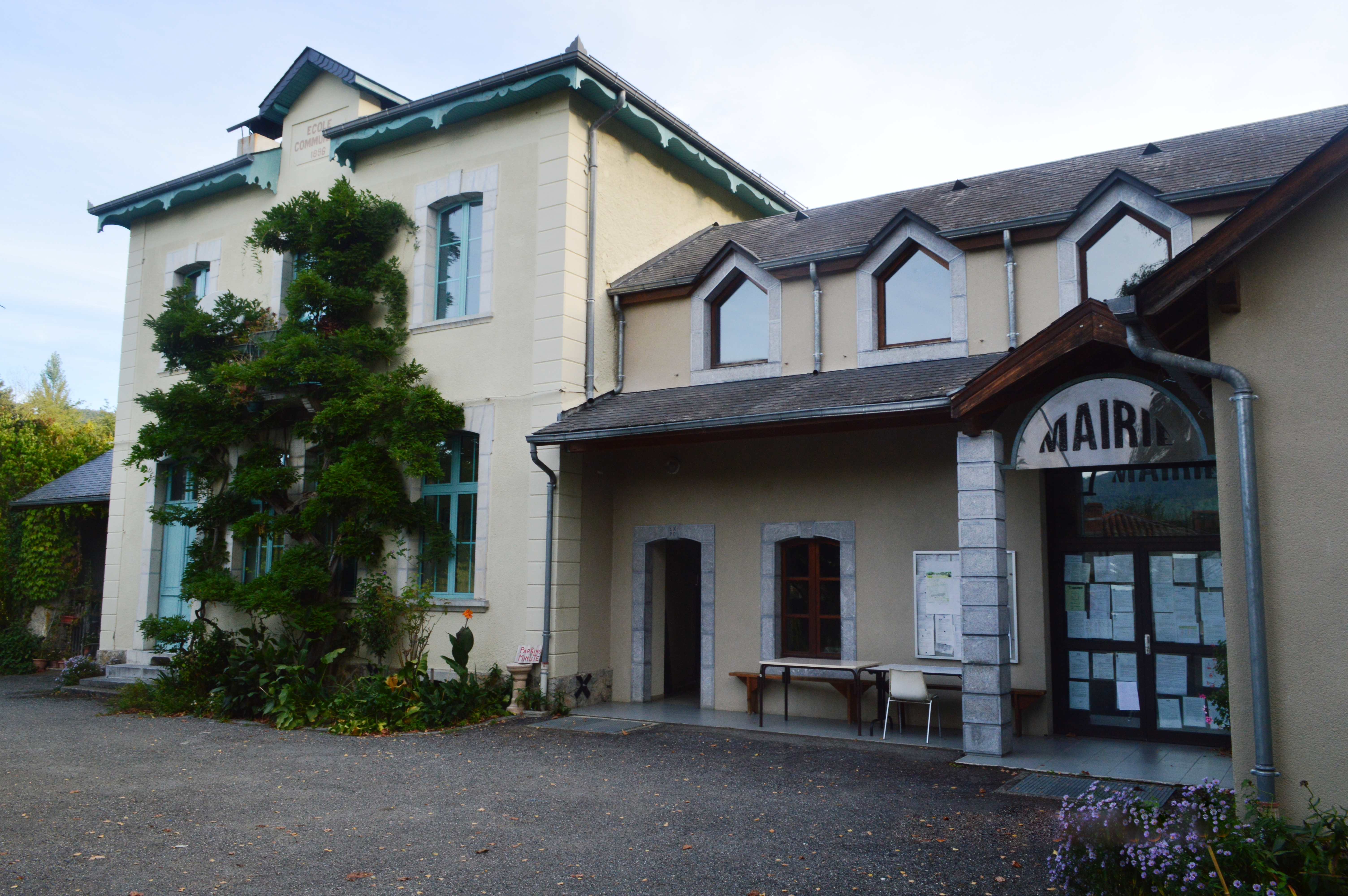
Mairie.

Commune faisant partie de la huitième circonscription de la Haute-Garonne.

## Démographie
| 1793 | 1800 | 1806 | 1821 | 1831 | 1836 | 1841 | 1846 | 1851 |
| ---- | ---- | ---- | ---- | ---- | ---- | ---- | ---- | ---- |
| 241  | 250  | 242  | 288  | 349  | 336  | 335  | 330  | 333  |

| 1856 | 1861 | 1866 | 1872 | 1876 | 1881 | 1886 | 1891 | 1896 |
| ---- | ---- | ---- | ---- | ---- | ---- | ---- | ---- | ---- |
| 320  | 318  | 364  | 309  | 324  | 293  | 286  | 281  | 274  |

| 1901 | 1906 | 1911 | 1921 | 1926 | 1931 | 1936 | 1946 | 1954 |
| ---- | ---- | ---- | ---- | ---- | ---- | ---- | ---- | ---- |
| 258  | 282  | 262  | 241  | 238  | 244  | 240  | 112  | 103  |

| 1962 | 1968 | 1975 | 1982 | 1990 | 1999 | 2006 | 2008 | 2013 |
| ---- | ---- | ---- | ---- | ---- | ---- | ---- | ---- | ---- |
| 96   | 92   | 71   | 75   | 73   | 84   | 82   | 81   | 95   |

| 2018 | 2022 | - | - | - | - | - | - | - |
| ---- | ---- | - | - | - | - | - | - | - |
| 185  | 171  | - | - | - | - | - | - | - |

## Économie

### Emploi
|                | 2008  | 2013  | 2018   |
| -------------- | ----- | ----- | ------ |
| Commune        | 6,3 % | 16 %  | 12,7 % |
| Département    | 7,7 % | 9,6 % | 9,3 %  |
| France entière | 8,3 % | 10 %  | 10 %   |

En 2018, la population âgée de 15 à 64 ans s'élève à 55 personnes, parmi lesquelles on compte 65,5 % d'actifs (52,7 % ayant un emploi et 12,7 % de chômeurs) et 34,5 % d'inactifs,. En 2018, le taux de chômage communal (au sens du recensement) des 15-64 ans est supérieur à celui du département et de la France, alors qu'en 2008 la situation était inverse.
La commune fait partie de la couronne de l'aire d'attraction de Saint-Gaudens, du fait qu'au moins 15 % des actifs travaillent dans le pôle,. Elle compte 62 emplois en 2018, contre 11 en 2013 et 14 en 2008. Le nombre d'actifs ayant un emploi résidant dans la commune est de 32, soit un indicateur de concentration d'emploi de 192,2 % et un taux d'activité parmi les 15 ans ou plus de 22,8 %.
Sur ces 32 actifs de 15 ans ou plus ayant un emploi, 5 travaillent dans la commune, soit 16 % des habitants. Pour se rendre au travail, 84,4 % des habitants utilisent un véhicule personnel ou de fonction à quatre roues, 6,3 % s'y rendent en deux-roues, à vélo ou à pied et 9,4 % n'ont pas besoin de transport (travail au domicile).

### Activités hors agriculture

#### Secteurs d'activités
4 établissements sont implantés à Antichan-de-Frontignes au 31 décembre 2019.
Le secteur des activités spécialisées, scientifiques et techniques et des activités de services administratifs et de soutien est prépondérant sur la commune puisqu'il représente 50 % du nombre total d'établissements de la commune (2 sur les 4 entreprises implantées à Antichan-de-Frontignes), contre 19,8 % au niveau départemental.

### Agriculture
|               | 1988 | 2000 | 2010 | 2020 |
| ------------- | ---- | ---- | ---- | ---- |
| Exploitations | 3    | 2    | 3    | 5    |
| SAU (ha)      | 37   | 28   | 103  | 140  |

La commune est dans les « Pyrénées centrales », une petite région agricole occupant le centre-nord du département de la Haute-Garonne. En 2020, l'orientation technico-économique de l'agriculture  sur la commune est l'élevage d'ovins ou de caprins. Cinq exploitations agricoles ayant leur siège dans la commune sont dénombrées lors du recensement agricole de 2020 (trois en 1988). La superficie agricole utilisée est de 140 ha,,.

### Protection environnementale
La zone Natura 2000 des Zones rupestres xérothermiques du bassin de Marignac, Saint-Béat, pic du Gar, montagne de Rié est classée en zone spéciale de conservation (en référence à la Directive Habitats) depuis 2007 ; avec une superficie de 7 680 hectares, elle s'étend sur une partie de la commune d'Antichan-de-Frontignes.

## Culture locale et patrimoine

### Lieux et monuments
- Le village est le point de départ d'une très belle randonnée qui, partant du col des Ares (4,5 km), monte jusqu'aux sommets du pic du Gar et du pic Saillant.
- Église Notre-Dame-de-l'Assomption.
- Des anciennes fontaines bien entretenues, rénovées et fleuries sont disposées un peu partout dans le village.

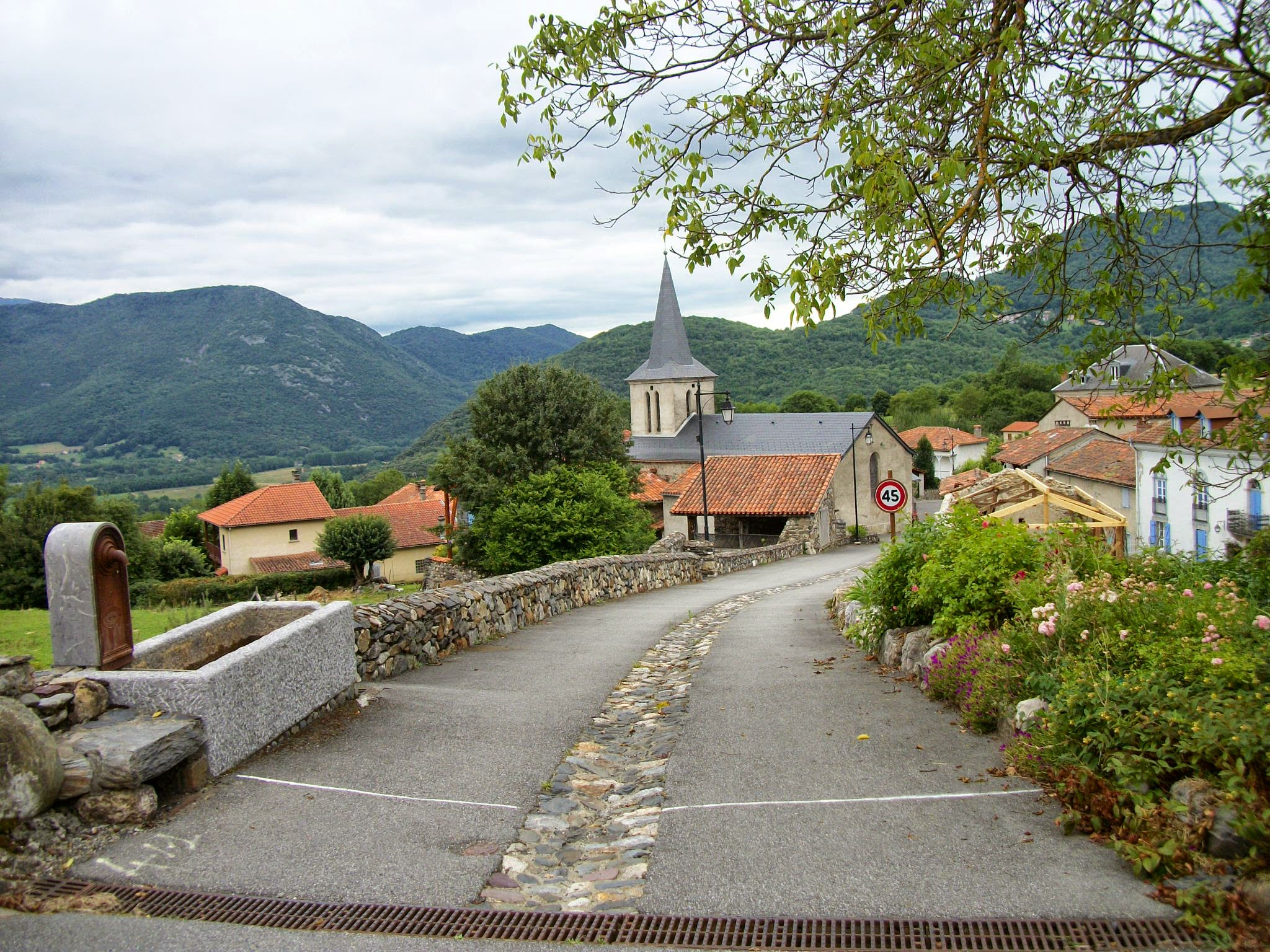
À gauche, une fontaine et au centre, l'église Notre-Dame-de-l'Assomption.
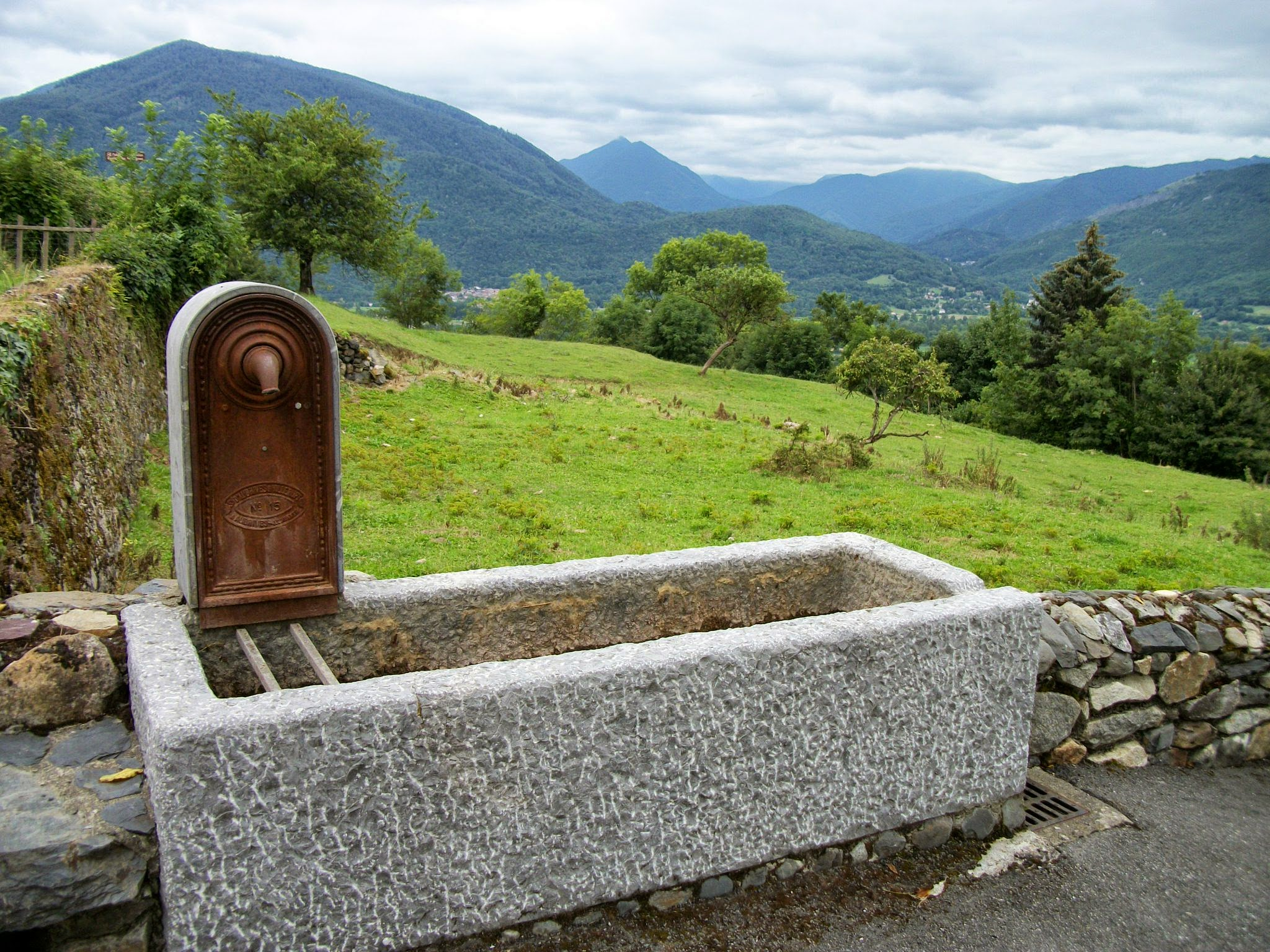
Fontaine rénovée près de l'église.
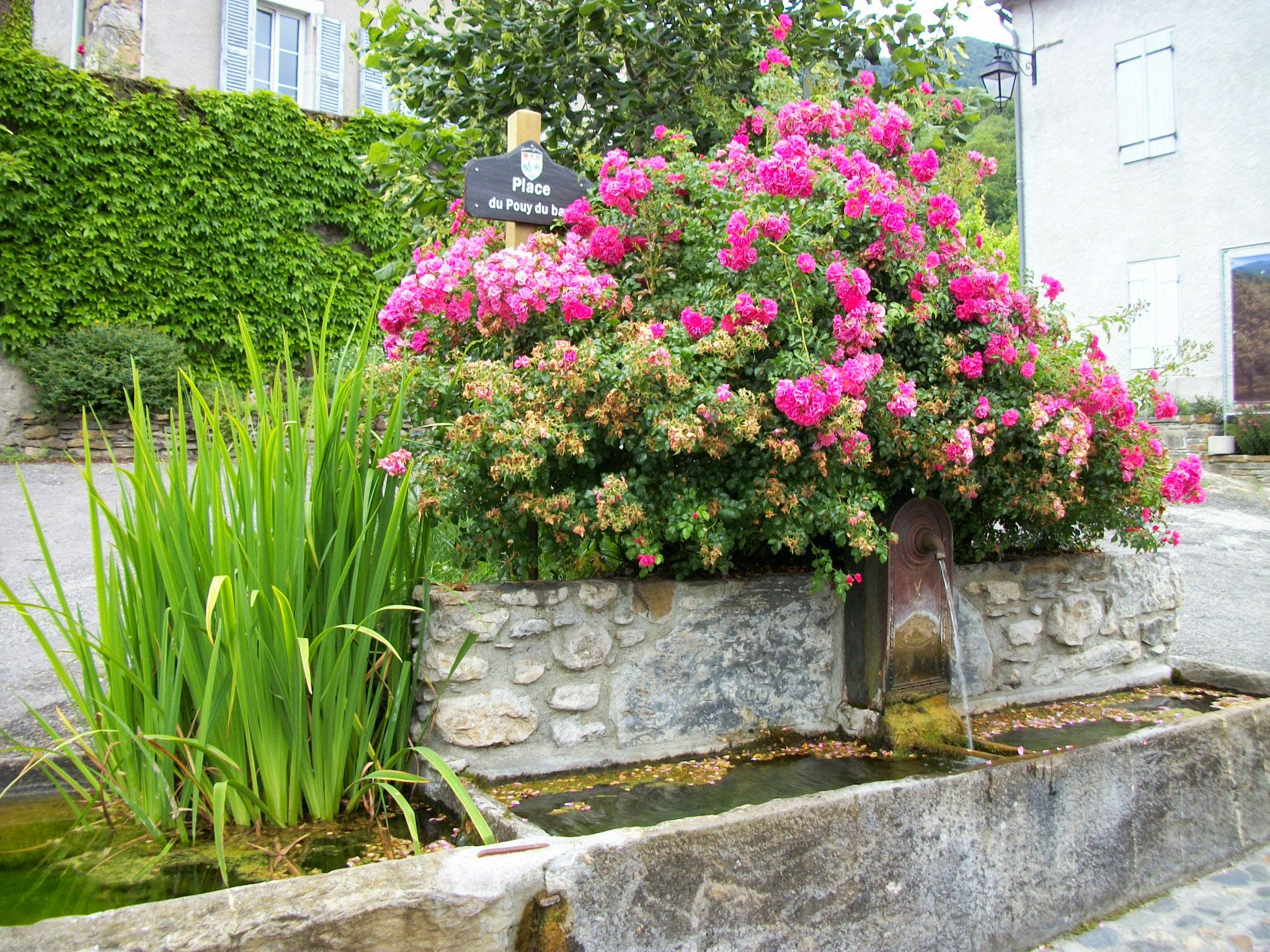
Fontaine fleurie.
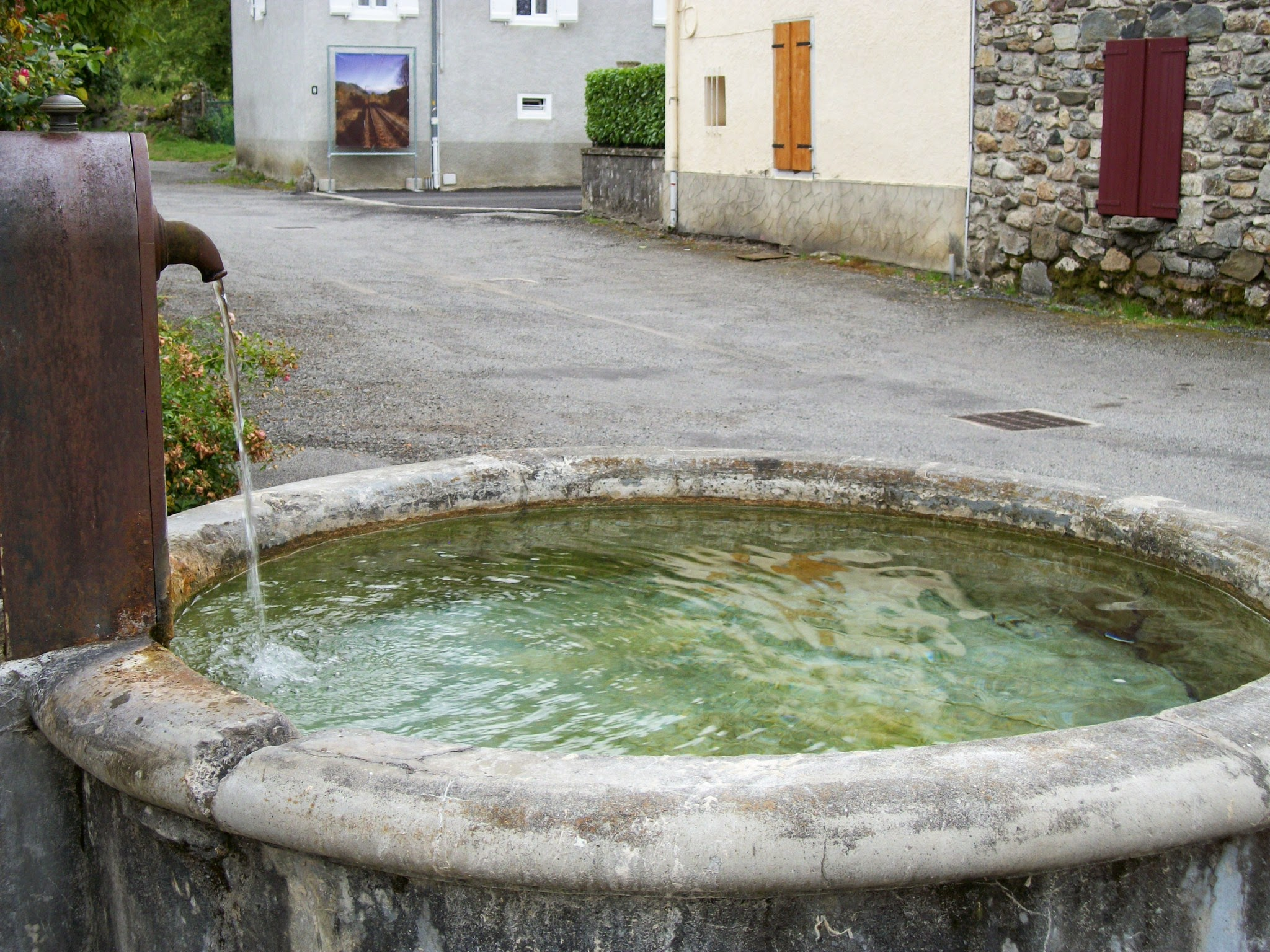
Fontaine avec un grand réservoir cylindrique.
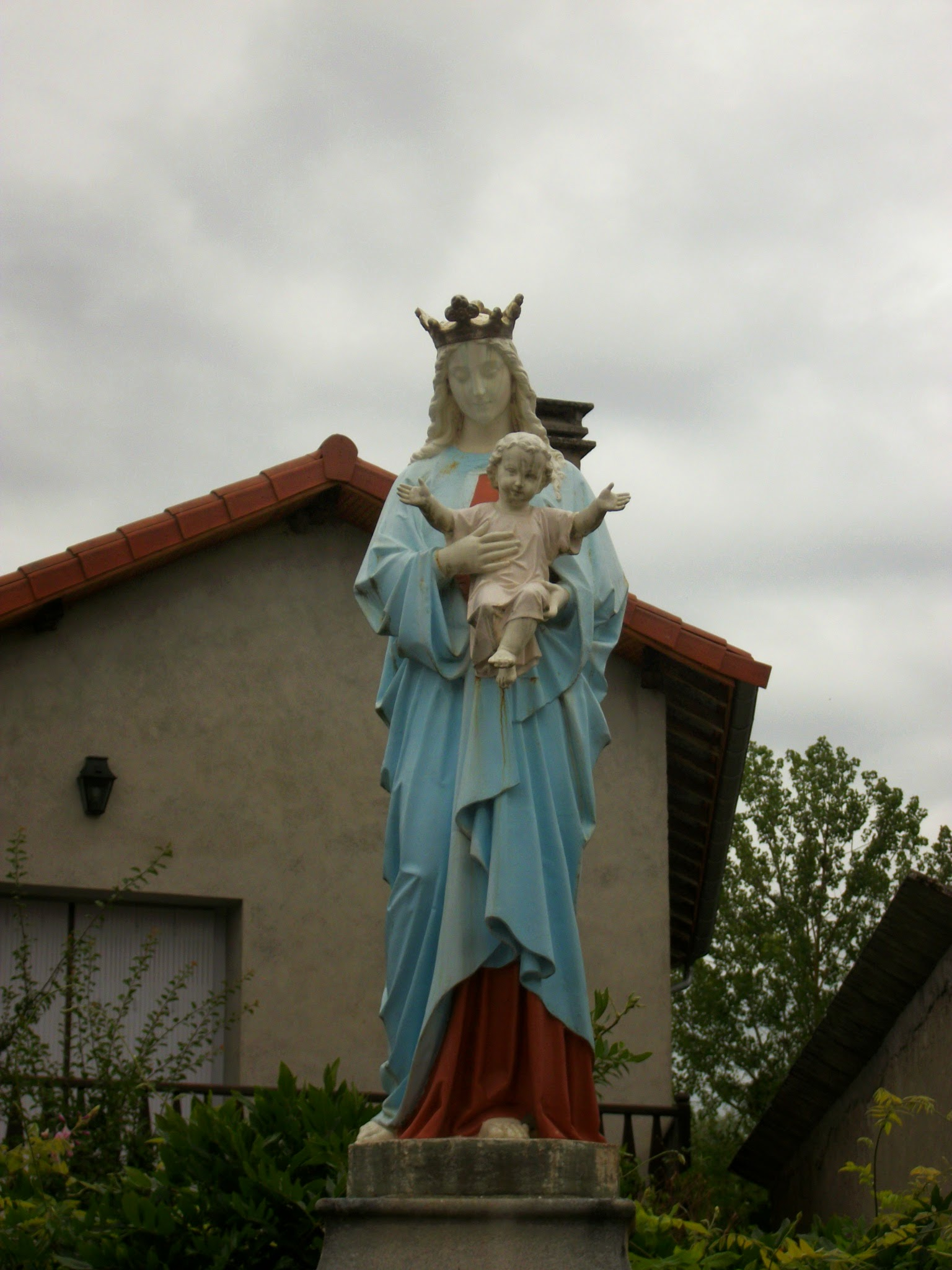
Statue de la vierge et son enfant.